# Sphenorhina translucida
Sphenorhina translucida är en insektsart som beskrevs av Victor Lallemand 1924. Sphenorhina translucida ingår i släktet Sphenorhina och familjen spottstritar. Inga underarter finns listade i Catalogue of Life.